# Innsat.TV
Innsat.TV was een regionale televisiezender uit het Innviertel, een streek in de Oostenrijkse provincie Opper-Oostenrijk. De zender bestond van juni 2007 tot februari 2013, toen de zender failliet ging.
Innsat.TV was de eerste Oostenrijkse regionale televisiezender die via de satelliet werd uitgestraald, nog zelfs voor Puls 4 uit Wenen. Tevens was het de eerste Oostenrijkse regionale televisiezender die in zijn naam verwijst naar een satelliet. 
Innsat.TV zond uit via een satelliet van Astra, werd ongecodeerd uitgestraald en was daarmee in heel Europa te ontvangen. De programmering bestond uit lokale bijdragen die in een carrousel werden uitgezonden.